# Resolutie 684 Veiligheidsraad Verenigde Naties
Resolutie 684 van de Veiligheidsraad van de Verenigde Naties was de eerste VN-Veiligheidsraadresolutie van 1991. De resolutie werd unaniem aangenomen op 30 januari en verlengde de UNIFIL-vredesmacht in Zuidelijk Libanon met een half jaar.

## Achtergrond
Na de Israëlische inval in Zuidelijk Libanon eind jaren 1970, stationeerden de Verenigde Naties de tijdelijke VN-macht UNIFIL in de streek. Die moest er de vrede handhaven totdat de Libanese overheid haar gezag opnieuw kon doen gelden.
In 1982 viel Israël Libanon opnieuw binnen voor een oorlog met de Palestijnse PLO. Midden 1985 begon Israël met terugtrekkingen uit het land, maar geregeld vonden nieuwe aanvallen en invasies plaats.

## Inhoud
De Veiligheidsraad:
- herinnert aan de resoluties 425, 426, 501, 508, 509 en 520;
- heeft het rapport van secretaris-generaal Javier Pérez de Cuéllar over UNIFIL bestudeerd, en neemt nota van diens waarnemingen behoudens de standpunten van de lidstaten;
- neemt nota van de brief van Libanon;
- beantwoordt het verzoek van de Libanese overheid;

1. beslist het mandaat van UNIFIL met een verdere tijdelijke periode van zes maanden te verlengen, tot 31 juli 1991;
2. herhaalt zijn steun aan de territoriale integriteit, soevereiniteit en onafhankelijkheid van Libanon;
3. benadrukt de voorwaarden van de macht en roept alle betrokken partijen op samen te werken met de macht zodat deze haar mandaat kan uitvoeren;
4. herhaalt dat de macht haar mandaat volledig moet uitvoeren;
5. vraagt de secretaris-generaal de consultaties met de Libanese overheid en andere partijen over de uitvoering van deze resolutie voort te zetten en hierover te rapporteren.

## Verwante resoluties
- Resolutie 679 Veiligheidsraad Verenigde Naties (1990)
- Resolutie 681 Veiligheidsraad Verenigde Naties (1990)
- Resolutie 694 Veiligheidsraad Verenigde Naties
- Resolutie 695 Veiligheidsraad Verenigde Naties

Lijst ·  684 ·  685 ·  686 ·  687 ·  688 ·  689 ·  690 ·  691 ·  692 ·  693 ·  694 ·  695 ·  696 ·  697 ·  698 ·  699 ·  700 ·  701 ·  702 ·  703 ·  704 ·  705 ·  706 ·  707 ·  708 ·  709 ·  710 ·  711 ·  712 ·  713 ·  714 ·  715 ·  716 ·  717 ·  718 ·  719 ·  720 ·  721 ·  722 ·  723 ·  724 ·  725